# Pentaneura punctipennis
Pentaneura punctipennis är en tvåvingeart som först beskrevs av Freeman 1961.  Pentaneura punctipennis ingår i släktet Pentaneura och familjen fjädermyggor. Inga underarter finns listade i Catalogue of Life.